# Dryolimnas
Dryolimnas is een geslacht van vogels uit de familie Rallen, koeten en waterhoentjes (Rallidae). Er zijn twee soorten.

## Soorten
- † Dryolimnas augusti  – Réunionral
- Dryolimnas cuvieri  – Witkeelral